# Державна премія УРСР імені Тараса Шевченка — лауреати 1972 року
Державні премії УРСР імені Тараса Шевченка в галузі літератури, мистецтв і архітектури 1972 року були присуджені спільною Постановою Центрального Комітету Компартії України і Ради Міністрів Української РСР № 121 від 7 березня 1972 р. за поданням Комітету по Державних преміях Української РСР імені Т. Г. Шевченка.

## Список лауреатів
| Галузь                           | Лауреат | Обґрунтування                                                                                     |
| -------------------------------- | --- | ------------------------------------------------------------------------------------------------- |
| Література                       | Воронько Платон Микитович | за збірку поезій «Повінь».                                                                        |
| Образотворче мистецтво           | Глущенко Микола Петрович | за серію живописних творів «По ленінських місцях за кордоном», «Пейзажі України» (1969—1671 рр.). |
| Образотворче мистецтво           | Філатов Костянтин Володимирович | за картини «В. І. Ленін», «Красна площа».                                                         |
| Образотворче мистецтво           | Скульптори: Крвавич Дмитро Петрович Мисько Еммануїл Петрович Мотика Ярослав Миколайович Архітектор: Вендзилович Мирон Дем'янович Художник: Пирожков Олександр Петрович | за монумент Бойової Слави Радянських Збройних Сил у місті Львові.                                 |
| Концертно-виконавська діяльність | Мірошниченко Євгенія Семенівна | за виконавську діяльність 1970—1971 рр.                                                           |
| Концертно-виконавська діяльність | Кондратюк Микола Кіндратович Петриненко Діана Гнатівна | за концертні програми 1969—1971 рр.                                                               |